# Francesca Casaponsa Suñol
Francesca Casaponsa Suñol   (Castellfollit de la Roca, 3 d'abril de 1906 - Riudellots de la Selva, 24 de juliol de 1990) va ser la primera col·legiada de Girona que exercí com a metgessa de família en el medi rural. Formada a la Universitat de Barcelona (1925-1931), es va especialitzar en Ginecologia i Obstetrícia. Va exercir a Igualada durant un temps, però la Guerra Civil la va empènyer a traslladar-se a la Bisbal d'Empordà, on va exercir com a metgessa de poble la resta de la seva carrera professional.

## Biografia
Era filla de Dolors Suñol i Mañé, natural de Teià, una de les primeres llevadores diplomades a la Universitat de Barcelona, i Miquel Casaponsa Batlle, natural de Castellfollit de la Roca. Inicia l'ensenyament bàsic a les Carmelites de Ripoll. Els estudis secundaris els fa amb professors particulars i permisos especials perquè al Ripoll de l’època aquests estudis es reserven exclusivament als nois. Als 16 anys, ja orfe de mare, es trasllada a Barcelona per acabar el batxillerat i, posteriorment, estudiar la carrera de Medicina.
Estudia a la Universitat de Barcelona en el període entre 1925 i 1931 sota el mestratge dels doctors Nubiola, Pi Sunyer, Pedro Pons, Trias Pujol i Ferrer Cajigal, amb cent cinc alumnes masculins i les futures doctores Cardona González, Llaberia Sais, Valls Gili i De Palma Delgado. S'especialitza en Ginecologia i Obstetrícia, tot i que també obté la titulació de practicant. A més, estudia alemany, fa guàrdies a domicili, es dedica a l'estudi de la tuberculosi i la lluita contra la mortalitat infantil, i col·labora estretament amb els doctors Conill i Nubiola.
Tan sols un any després d'haver obtingut la titulació, obre un consultori a Igualada. La seva expertesa, sobretot en ginecologia, obstetrícia i pediatria, és decisiva per a l’èxit en el seu exercici professional. Es casa amb el seu antic company de facultat, el cardiòleg Josep Solé i Xarpell, i es trasllada a treballar a Solsona.
Al cap d’un any de casada, Francesca Casaponsa té la seva primera filla. Dos anys més tard, en ple conflicte civil i embarassada de set mesos, perd el marit, afusellat per deserció el juny del 1938. La por l'obliga a fugir cap a la Bisbal d'Empordà, on ocupa una consulta vacant de metgessa. L’any 1941 es casa amb Enric Nadal i Anglada, amb qui troba un gran suport, i tenen dos fills més.
Ser metgessa de la Bisbal l’obliga a fer diverses interinitats als pobles dels voltants i una oposició a Madrid. Llavors les dones no es tenien en consideració —en els formularis per opositar només hi havia el «Don»— i la doctora Casaponsa, una de les primeres dones en optar a la plaça de metge titular, supera la prova. Del gener al setembre de l’any 1941 i de l’octubre del 1943 a l’agost del 1945 és interina del partit mèdic de la Bisbal. Fins a l’any 1950, acumula la Bisbal i el partit de Corçà amb els agregats de Casavells, Monells, Cruïlles, Sant  Sadurní  de  l’Heura, Peratallada i Castell d’Empordà. El 1952, com que no pot optar a la Bisbal, obté la plaça definitiva a Cruïlles–Sant Sadurní, a prop d'on viu, i s'hi està com a propietària fins a la seva jubilació.
Quan compleix els setanta anys, se li notifica la baixa de prestació de serveis de medicina general i és declarada de baixa com a metge titular APD per jubilació forçosa el 31 de maig del 1976. Llavors decideix repartir el seu instrumental entre els companys perquè creu que a les seves eines encara no els ha arribat l’hora de jubilar-se i que encara tenen molta feina a fer. D’aquesta manera, Francesca Casaponsa creu que una part d’ella encara pot ser útil.
La doctora Casaponsa és l'exemple de metgessa de capçalera del malalt.

## Reconeixements

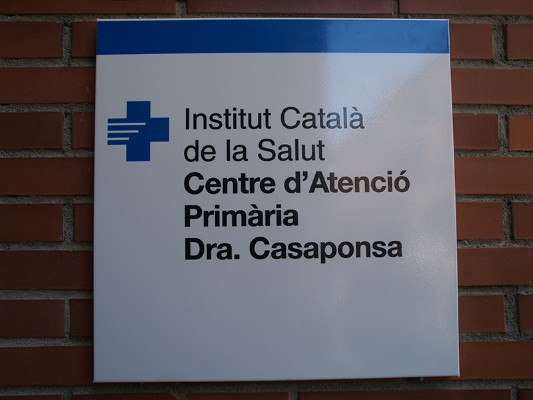

L'any 2006, amb motiu dels 100 anys del seu naixement, el Col·legi de Metges de Girona, juntament amb l'Ajuntament de la Bisbal d'Empordà, i amb el suport de la Generalitat de Catalunya i de la Diputació de Girona, va organitzar una exposició titulada «Dra. Casaponsa, gènere i figura".
Des de l'any 2013, i a petició del Grup de Dones i de l'Ajuntament de la Bisbal d'Empordà, el Centre d'Atenció Primària (CAP) de la població du el nom de la doctora Casaponsa.